# Teruel (lanzacohetes múltiple)
El Teruel fue un lanzacohetes múltiple de 140 mm español diseñado por la Junta para la Investigación y Desarrollo de Cohetes del Ministerio de Defensa y fabricado por la Empresa Nacional Santa Bárbara —ENSB— (hoy Santa Bárbara Sistemas) que fue adquirido por el Ejército de Tierra de España y la Guardia Presidencial de Gabón. También se interesó por él Venezuela, aunque finalmente no realizó ningún pedido.
Finalmente, en España fueron dados de baja en el año 2011 por su obsolescencia. Estuvo sin tener sustituto programado hasta el año 2022, cuando se planteó el desarrollo de un nuevo sistema similar a los Teruel llamado SILAM (probablemente basado en el PULS israelí).

## Características
El sistema Teruel consta de un lanzador basado en un camión Pegaso 3055 de 3 ejes, carrozado por la empresa oscense IASA (Industrias Albajar, S. A.) con una cabina blindada y 4 apoyos telescópicos, que monta dos jaulas con 20 alveolos cada una, pudiendo disparar sus 40 cohetes de 140 mm en 45 segundos. Sobre la cabina lleva un afuste para una ametralladora de 7,62 mm para autoprotección. El sistema se completa con un vehículo municionador sobre chasis alargado de Pegaso 3055.

## Usuarios

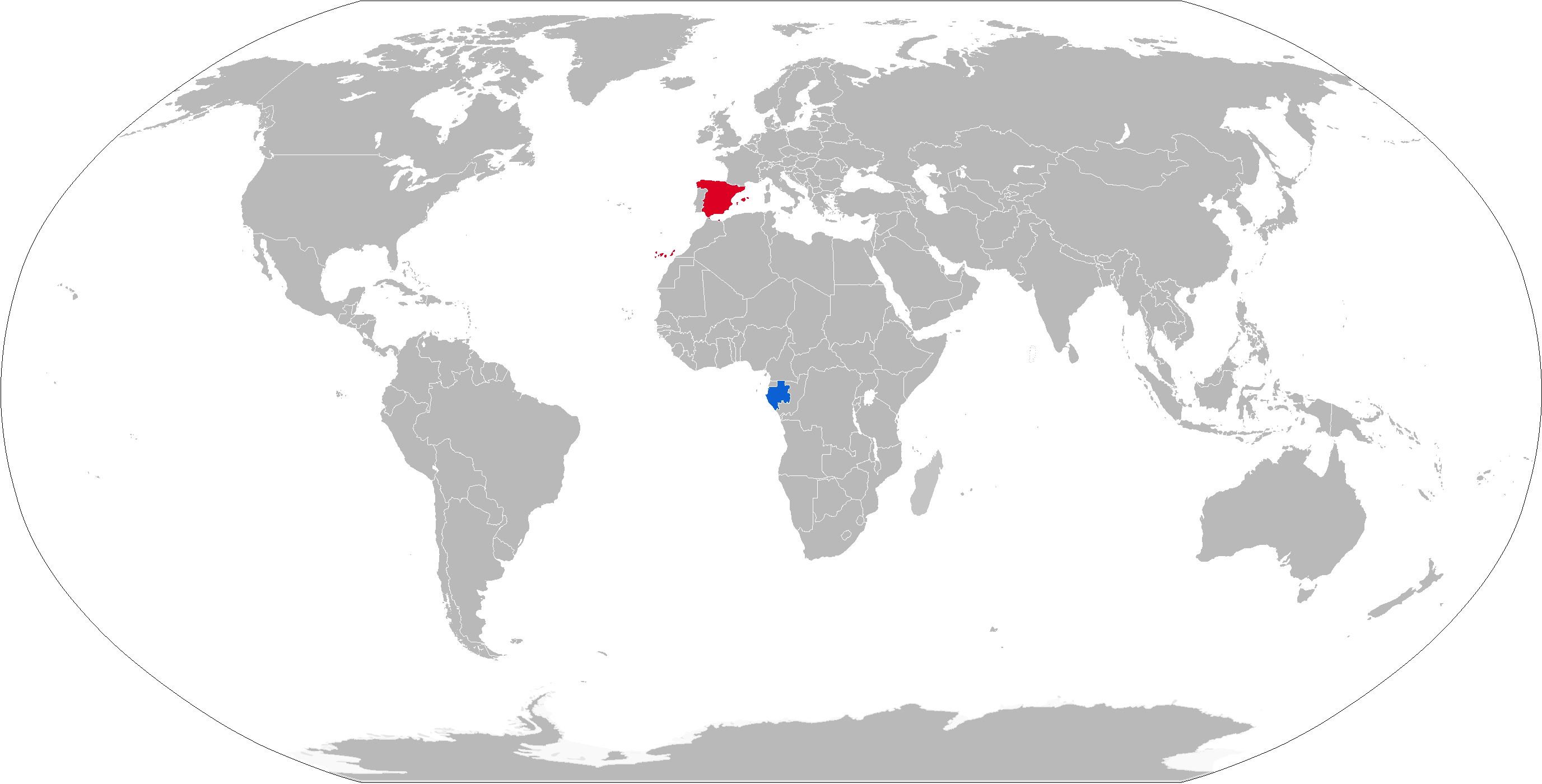
Usuarios del Teruel en azul.

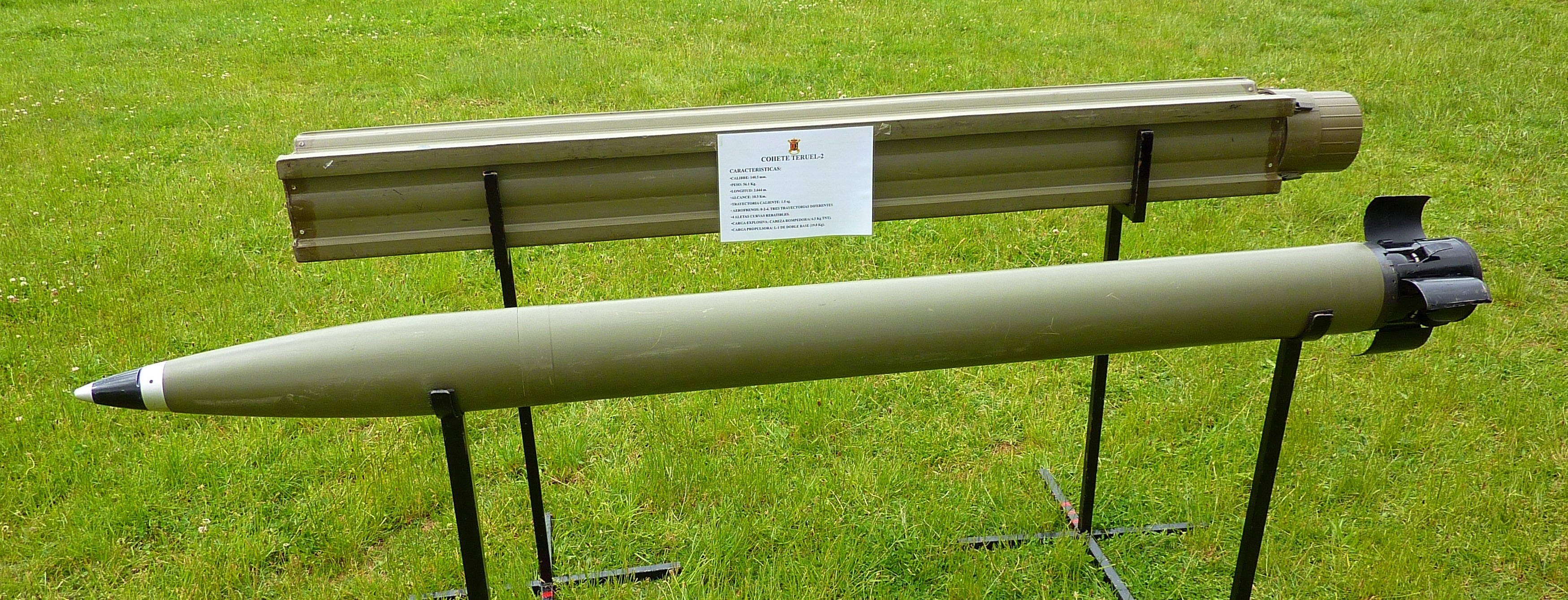
Cohete Teruel-2.

España
- Ejército de Tierra de España:

El Ejército de Tierra adquirió 12 lanzadores Teruel, además de otros 2 ejemplares para pruebas.  Equiparon de 1987 a 2011 dos baterías del Regimiento de Artillería Lanzacohetes de Campaña n.º 62 (actual Regimiento de Artillería Lanzacohetes de Campaña n.º 63) de Astorga (León). Originalmente disponía de cohetes Teruel-2 (también llamados simplemente T-2), con alcance de 18,5 km, pero fueron sustituidos a partir de 2006 por cohetes MC-25 con cabeza rompedora, fabricados por Expal y desarrollados por esta empresa y la Universidad Politécnica de Madrid, que tenían 25 km de alcance. Estos cohetes eran de una longitud algo superior, lo que obligó a realizar modificaciones en los lanzadores. Esta actualización se realizó para prolongar su vida hasta comienzos de la década de 2010. La previsión era sustituirlos por el sistema SILAM (Sistema Lanzador de Alta Movilidad), a desarrollar por la industria española sobre la base tecnológica del estadounidense HIMARS. Sin embargo, finalmente los Teruel han sido dados de baja sin que dicha adquisición se haya producido aún. Está en desarrollo el programa SILAM para sustituirlos.
 Gabón
- Guardia Presidencial de Gabón:

8 lanzadores.

### Armas similares
- HIMARS
- TAM VCLC.
- Astros II.
- RM-70.
- Rayo.
- LAR-160.
- LAROM.
- / BM-21 Grad.
- // M-63 Plamen.
 / M-77 Oganj.

### Listas relacionadas
- Anexo:Materiales históricos del Ejército de Tierra de España desde la posguerra.
- Anexo:Vehículos del Museo Histórico Militar de Cartagena